# Стилі і типи політичного лідерства

## Стилі і типи політичного лідерства
Стиль лідерства — це модель здійснення лідером своїх функцій, що фіксує своєрідність його поведінки, характер взаємодії з наближеним оточенням і послідовниками, особливості прийняття рішень, ціннісні орієнтації і низка інших факторів.
Найпоширеніша типологія акцентує увагу на характері взаємовідносин політика з найближчим оточенням (командою політика).
Відповідно цій типології відрізняють:
- авторитарний стиль. В цьому випадку для лідера характерний одноосібний спрямовуючий вплив. Основні методи лідера — директиви, накази і доручення. Від підлеглих вимагається безвідмовне виконання наказів;
- демократичний стиль. В цьому випадку для керівника характерне урахування думок і інтересів оточуючих людей, залучення їх до прийняття рішень та проявлення власної ініціативи. Основний метод керівництва — похвала та заохочення оточуючих;
- відсторонений стиль, це пасивна позиція лідера при здійсненні ним управлінських функцій і наданні великої самостійності виконавцям, а також бажання уникнути можливих конфліктів. Головний метод керівництва — переконання, прохання, поради.[1]

## Типологія Джеймса Тербера
Існує відома класифікація особистісних типів американських президентів, яку запропонував Джеймс Фарбер за параметрами :
- задоволеність або незадоволеність політичною діяльністю. Цей параметр свідчить про те, якою мірою лідер задоволений («позитивний» тип) або не задоволений («негативний» тип) тією роботою, яку він виконує в ролі президента.

- активні та пасивні.«Активні» президенти енергійні, висувають нові політичні ініціативи, та є генераторами ідей. «Пасивні» президенти, це ті, які йдуть за течією подій, не ініціюють реформи і зміни політичного курсу, прагнуть уникати конфліктів.[2]

Дж. Тербер виділив чотири типи американських президентів:
- активно-позитивний, керівники зорієнтовані переважно на продуктивну діяльність, раціональне розуміння лідером своїх обов´язків і можливостей; (Рузвельт, Трумен, Кеннеді, Клінтон);

- пасивно-позитивний, керівники зорієнтовані на збереження своїх попередніх ціннісних орієнтирів, кола прихильників і уявлень;(Хардінг, Рейган);

- активно-негативний, керівники зорієнтовані на задоволення власних амбіцій, честолюбства, самолюбства (Вільсон, Джонсон, Ніксон, Трамп)

- пасивно-негативний, керівник мінімально виконує своїх обов´язків у межах існуючої системи відносин і думок. (Кулрідж, Ейзенхауер).[3]

## Типологія Чарльза Кеглі і Юджина Вітткопфа (Kegley and Wittkopf)
Чарльз Кеглі і Юджин Вітткопф (Kegley and Wittkopf) винайшли ще один підхід до дослідження значення особистих рис лідерів і виділяють 10 подібних типів :
1. Націоналісти. Для них власна нація є основним об'єктом ідентифікації.
2. Мілітаристи. Переконані у допустимості агресії і легітимності застосування сили при вирішенні конфліктів, в тому числі міжнародних.
3. Консерватори, характеризуються такими рисами, як підозрілість, ворожість, нетерпимість, відсутність гнучкості в прийнятті рішень та поведінці. У своїй діяльності спирається на традиційні норми та настанови.
4. Прагматики. Орієнтуються на результат, корисність ідей чи проектів.
5. Параноїд. Такий тип характеру, очевидно, протипоказаний публічним політикам, проте може проявлятися і у них в ситуації стресу. Цей комплекс був притаманний багатьом авторитарним лідерам (Гітлер, Сталін).
6. Макіавеллізм, їм характерна зневаги до моралі, маніпулювання іншими людьми для досягнення власної вигоди.
7. Вірні прихильники. Вони некритично прихильні будь-якої релігійної або ідеологічної доктрини і готові піти на будь-які крайнощі заради неї.
8. Авторитарні особистості. Для них характерна сильна прихильність до стабільності, «життєвої мудрості», традиційних цінностей, і «здоровому глузду».
9. Антиавторитари. Для них характерна інтроспекція, заглибленість в свій досить багатий внутрішній світ.
10. Догматики. Визначальною рисою догматиків є нездатність і небажання піддавати критиці і модифікувати колись засвоєні погляди та ідеї.

## Типологія лідерства К. Ходжкінсона
К. Ходжкінсон виділяє низку типів політичних лідерів:
- лідер-кар'єрист, який орієнтується на досягнення особистих егоїстичних цілей у владі. Цей архетип, на думку Ходжкінсона, з погляду моралі та етики знаходиться на нижчому ступені, але водночас виявляється основним, базовим, властивим людській природі.
- лідер-політик, що діє у сфері влади на користь представлених ними громадян. Поняття «політика» К. Ходжкінсон використовує як синонім процесу управління. Архетип «лідера-політика» асоціюється як лідер, інтереси якого глибше суто особистих і включають насамперед інтереси групи.
- лідер-технік, що вміло використовує апаратні структури та механізми в процесі організації влади. На думку Ходжкінсона, даному архетипу повною мірою відповідають цінності веберівскій бюрократії, як цінності наукові. До цих цінностей відносяться інтелект та логіка. Вони мають на увазі неупередженість, логічний аналіз у вирішенні проблем, дієвість, ефективність, орієнтованість на виконання завдань, планування та утилітаристську ідею блага.
- лідер-поет, що діє в політиці в ім'я високих цілей, реалізації ідеологічних цілей та цінностей. У політиці він є вираження мрій народних мас і, як величний герой даного історичного моменту, він наділяється харизматичними рисами.[7]

## Висновки
Отже, вплив особистості політика на прийняття рішень опосередковується цілим рядом обставин, починаючи від його положення в державній ієрархії, закінчуючи тим, наскільки повсякденною або екстраординарною, кризової є ситуація. В останньому випадку вплив особистісних рис лідера виявляється більш вираженим і важливим.